# Onthophagus boucomonti
Onthophagus boucomonti är en skalbaggsart som beskrevs av Renaud Maurice Adrien Paulian 1931. Onthophagus boucomonti ingår i släktet Onthophagus och familjen bladhorningar. Inga underarter finns listade i Catalogue of Life.